# I Will Wait for You

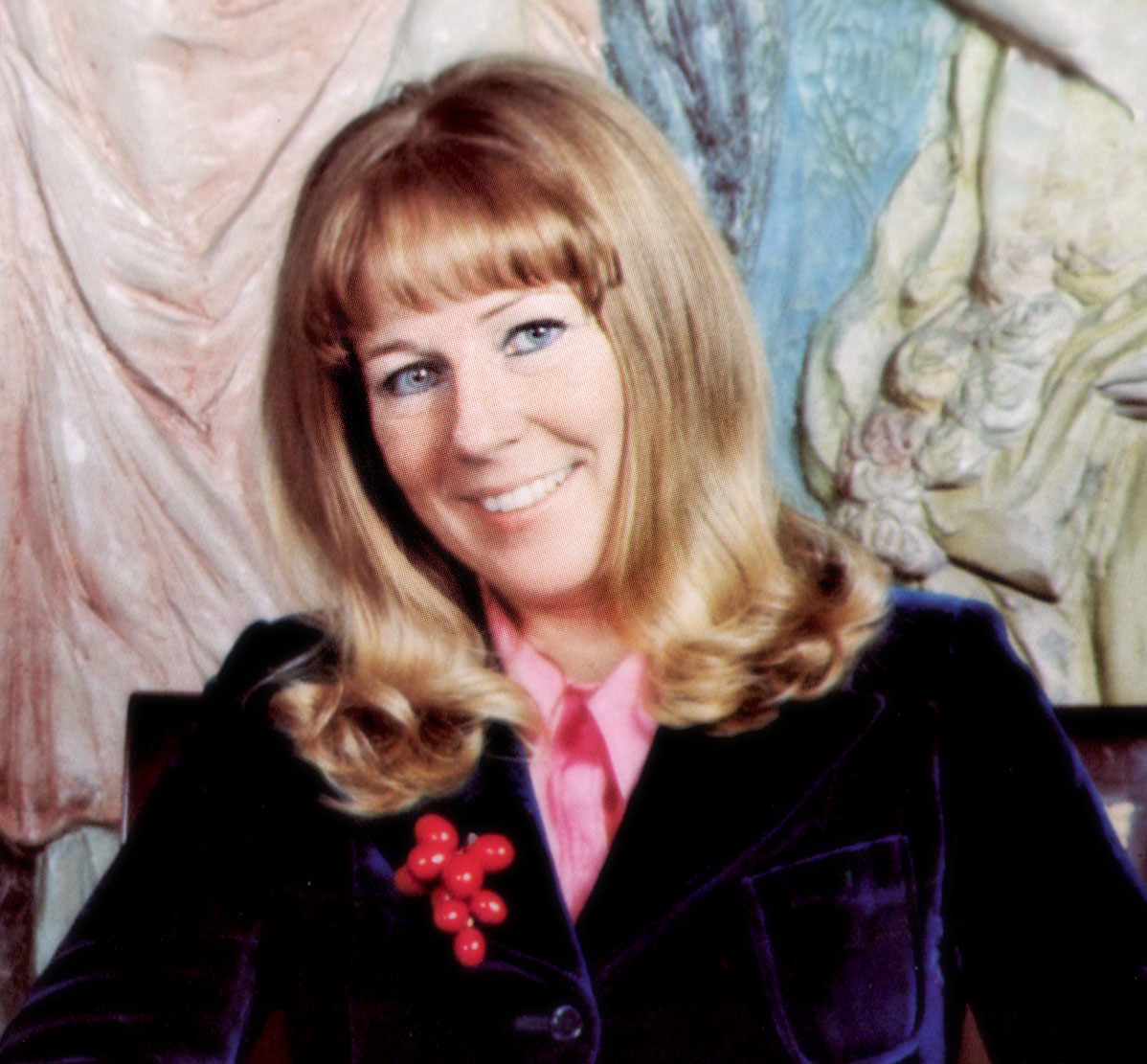
Danielle Licari sang I Will Wait for You als Gesangsdouble für Catherine Deneuve

I Will Wait for You ist ein Song von Michel Legrand (Musik) und Jacques Demy (Text), der 1964 veröffentlicht  wurde.
Legrand/Demy schrieben den Song für den Musical-Film Die Regenschirme von Cherbourg (Originaltitel: Les Parapluies de Cherbourg, 1964, Regie: Jacques Demy), mit Catherine Deneuve und Nino Castelnuovo in den Hauptrollen. Die Gesangsdoubles der beiden Darsteller waren Danielle Licari (für Deneuve) und José Bartel. Das Lied, dessen englischer Text von Norman Gimbel stammt, erhielt 1966 eine Oscar-Nominierung in der Kategorie Bester Song.
Die ersten beiden Zeilen des Lieds lauten: If it takes forever, I will wait for you / For a thousand summers, I will wait for you.
I Will Wait for You erschien auf der Soundtrack-LP The Umbrellas of Cherbourg bei Disques Vogue. Coverversionen des Songs veröffentlichten ab Mitte der 1960er-Jahre u. a. Nancy und Frank Sinatra, Steve Lawrence (dessen Version 1965 in den USA auf #113 kam), Andy Williams, Henry Mancini und Jane Morgan. Im Bereich des Jazz wurde I Will Wait for You in der zweiten Hälfte der 1960er-Jahre u. a. auch von Louis Armstrong (gleichnamiges Album auf Brunswick Records), den Dukes of Dixieland, Astrud Gilberto, Helen Merrill, Oscar Peterson, Bud Shank, Gary McFarland, Benny Goodman und Donald Byrd (auf dem Blue-Note-Album The Creeper) interpretiert. Pianist Steve Kuhn nahm im Trio mit George Mraz (b) und Billy Drummond (dr) 2010 das Album I Will Wait for You - The Music of Michel Legrand auf.